# Kallang (stacja metra)
Kallang – naziemna stacja Mass Rapid Transit (MRT) w Singapurze, która jest częścią East West Line. Znajduje się tuż obok rzeki Kallang.